# Campionati europei di atletica leggera indoor 2013 - Salto in alto maschile
La gara si è svolta il 1º e il 2 marzo 2013.

## Podio
| #       | Atleta          | Nazionalità | Misura | Note                                     |
| ------- | --------------- | ----------- | ------ | ---------------------------------------- |
| Oro     | Sergey Mudrov   | Russia      | 2,35 m | Miglior prestazione personale            |
| Argento | Aleksey Dmitrik | Russia      | 2,33 m |                                          |
| Bronzo  | Jaroslav Bába   | Rep. Ceca   | 2,31 m | Miglior prestazione personale stagionale |

## Record
Prima di questa competizione, il record del mondo (RM), il record europeo (EU) ed il record dei campionati (RC) sono i seguenti:
| Record                | Prestazione | Atleta                          | Data                                           | Competizione         |
| --------------------- | ----------- | ------------------------------- | ---------------------------------------------- | -------------------- |
| Record mondiale       | 2,43 m      | Javier Sotomayor Cuba           | 4 marzo 1989 Budapest, Ungheria                | Mondiali indoor 1989 |
| Record europeo        | 2,42 m      | Carlo Thränhardt Germania Ovest | 26 febbraio 1988 Berlino Ovest, Germania Ovest |                      |
| Record dei campionati | 2,40 m      | Stefan Holm Svezia              | 6 marzo 2005 Madrid, Spagna                    | Europei indoor 2005  |

## Risultati

### Qualificazioni
Si qualificano alla finale gli atleti che superano la misura di 2,31 (Q) oppure gli 8 migliori.

#### Gruppo A
| Pos. | Nome                 | Nazione    | 2,08 | 2,13 | 2,18 | 2,23 | 2,28 | 2,31 | Misura | Note |
| ---- | -------------------- | ---------- | ---- | ---- | ---- | ---- | ---- | ---- | ------ | ---- |
| 1    | Sergey Mudrov        | Russia     | --   | --   | o    | o    | o    | xx-  | 2,28 m | q    |
| 2    | Mickaël Hanany       | Francia    | --   | xxo  | o    | o    | xxo  | --   | 2,28 m | q =  |
| 3    | Konstadinos Baniotis | Grecia     | --   | --   | o    | o    | xxx  |      | 2,23 m | q    |
| 4    | Silvano Chesani      | Italia     | --   | xo   | o    | o    | xxx  |      | 2,23 m |      |
| 5    | Yuriy Krymarenko     | Ucraina    | --   | o    | xo   | xo   | xxx  |      | 2,23 m |      |
| 6    | Viktor Ninov         | Bulgaria   | --   | o    | o    | xxo  | xxx  |      | 2,23 m |      |
| 7    | Dmitriy Semenov      | Russia     | --   | o    | o    | xxx  |      |      | 2,18 m |      |
| 8    | Alen Melon           | Croazia    | --   | o    | xo   | xxx  |      |      | 2,18 m |      |
| 9    | Michal Kabelka       | Slovacchia | --   | o    | xxo  | xxx  |      |      | 2,18 m |      |
| 10   | Zurab Gogochuri      | Georgia    | --   | o    | r    | r    | r    | r    | 2,13 m |      |
| 11   | Alexandru Tufa       | Romania    | xxo  | o    | xxx  |      |      |      | 2,13 m |      |
| 12   | Peter Horák          | Slovacchia | --   | xo   | xxx  |      |      |      | 2,13 m |      |
| 13   | Eugenio Rossi        | San Marino | xo   | xxx  |      |      |      |      | 2,08 m | =    |
| -    | Osku Torro           | Finlandia  | --   | --   | --   | --   | --   | --   | nm     |      |

#### Gruppo B
| Pos. | Nome               | Nazione     | 2,08 | 2,13 | 2,18 | 2,23 | 2,28 | Misura | Note |
| ---- | ------------------ | ----------- | ---- | ---- | ---- | ---- | ---- | ------ | ---- |
| 1    | Adónios Mástoras   | Grecia      | --   | xo   | o    | o    | o    | 2,28 m | q    |
| 2    | Jaroslav Bába      | Rep. Ceca   | --   | --   | o    | o    | xo   | 2,28 m | q    |
| 3    | Aleksey Dmitrik    | Russia      | --   | o    | o    | xo   | xo   | 2,28 m | q    |
| 4    | Gianmarco Tamberi  | Italia      | --   | o    | o    | o    | xx-  | 2,23 m | q    |
| 4    | Dmytro Demyanyuk   | Ucraina     | --   | o    | o    | o    | xxx  | 2,23 m | q    |
| 4    | Robbie Grabarz     | Regno Unito | --   | --   | o    | o    | xxx  | 2,23 m | q    |
| 7    | Vitaliy Samoylenko | Ucraina     | --   | o    | xo   | xo   | xxx  | 2,23 m |      |
| 8    | Marco Fassinotti   | Italia      | --   | o    | o    | xxo  | xxx  | 2,23 m |      |
| 9    | Serhat Birinci     | Turchia     | --   | o    | o    | xxx  |      | 2,18 m |      |
| 9    | Mihai Donisan      | Romania     | --   | o    | o    | xxx  |      | 2,18 m |      |
| 11   | Matúš Bubeník      | Slovacchia  | --   | xo   | o    | xxx  |      | 2,18 m |      |
| 12   | Janis Vanags       | Lettonia    | --   | o    | xxo  | xxx  |      | 2,18 m |      |
| 13   | Matthias Haverney  | Germania    | --   | o    | xxx  |      |      | 2,13 m |      |

### Finale
| Pos. | Nome                 | Nazione     | 2,05 | 2,10 | 2,15 | 2,17 | 2,19 | 2,21 | 2,23 | 2,25 | 2,27 | 2,29 | 2,31 | 2,33 | 2,35 | 2,37 | Misura | Note                                     |
| ---- | -------------------- | ----------- | ---- | ---- | ---- | ---- | ---- | ---- | ---- | ---- | ---- | ---- | ---- | ---- | ---- | ---- | ------ | ---------------------------------------- |
| 1    | Sergey Mudrov        | Russia      | --   | --   | --   | --   | o    | --   | o    | --   | o    | --   | xo   | o    | o    | xxx  | 2,35 m | Miglior prestazione personale            |
| 2    | Aleksey Dmitrik      | Russia      | --   | --   | --   | o    | --   | o    | --   | o    | --   | xo   | xo   | o    | x--  | xx   | 2,33 m |                                          |
| 3    | Jaroslav Bába        | Rep. Ceca   | --   | --   | --   | --   | --   | xo   | --   | o    | o    | o    | xo   | x--  | xx   |      | 2,31 m | Miglior prestazione personale stagionale |
| 4    | Adónios Mástoras     | Grecia      | --   | --   | xo   | --   | o    | --   | o    | --   | o    | o    | xx-  | x    |      |      | 2,29 m | Miglior prestazione personale            |
| 5    | Gianmarco Tamberi    | Italia      | --   | --   | o    | --   | o    | --   | o    | o    | o    | xo   | xx-  | x    |      |      | 2,29 m |                                          |
| 6    | Robbie Grabarz       | Regno Unito | --   | --   | --   | --   | o    | --   | o    | --   | xxx  |      |      |      |      |      | 2,23 m |                                          |
| 7    | Mickaël Hanany       | Francia     | --   | --   | o    | --   | o    | --   | xo   | --   | xxx  |      |      |      |      |      | 2,23 m |                                          |
| 8    | Dmytro Demyanyuk     | Ucraina     | --   | --   | o    | --   | --   | xo   | --   | xxx  |      |      |      |      |      |      | 2,21 m |                                          |
| 9    | Konstadinos Baniotis | Grecia      | --   | --   | --   | --   | o    | --   | xxx  |      |      |      |      |      |      |      | 2,19 m |                                          |